# Väter und andere Katastrophen
Väter und andere Katastrophen ist eine französische Filmkomödie von Martin Valente aus dem Jahr 2012.

## Handlung
Der Großindustrielle Bernard Bleu lebt in England und hat gerade seine langjährige Ehefrau Lady Margareth zu Grabe getragen. In ihren privaten Unterlagen findet er kurz nach der Beerdigung Briefe aus Frankreich. Sie stammen vom Mädchen Chloé und sind
an ihn als ihren unbekannten Vater gerichtet. Er erkennt, dass er einst mit seiner Sommerliebe Barbara eine Tochter gezeugt haben muss, deren Existenz seine Frau ihm jedoch verschwiegen hat. Überstürzt reist der steife, neurosengeplagte Mann nach Frankreich ab. In Chloés damaligem Wohnort trifft Bernard zufällig auf den arbeitslosen Trinker Gustave, der Chloé als Vater aufgezogen hat. Er war zwar überrascht, dass seine damalige Frau Barbara schon nach 7,5 Monaten ein Kind auf die Welt brachte, schöpfte jedoch nie Verdacht. Bernard verrät ihm nicht, dass er der leibliche Vater von Chloé ist, zumal Gustave ihn für einen Interessenten seines alten Wagens hält. Bernard erfährt von Gustave, dass Chloé inzwischen 24 Jahre alt ist, in Bordeaux lebt und von ihrem Vater schon lange nichts mehr wissen will. Barbara wiederum ist vor einigen Jahren an Krebs verstorben.
Bernard erfragt von Gustave Chloés Adresse und bietet an, ihr von ihm etwas auszurichten, da er sowieso beruflich nach Bordeaux müsse. Am Ende fahren beide gemeinsam nach Bordeaux. Vor Ort stellt sich heraus, dass Chloé in Kürze den ehemaligen Tennisprofi Stephen heiraten wird. Gustave hat sie nicht benachrichtigt, sondern veranstaltet stattdessen ein Casting, um Stephen bei der Hochzeit den Vater präsentieren zu können, von dem sie ihm mehrere Jahre lang erzählt hat: Einen Konsul, der in der Mongolei tätig ist. Bernard gerät unbewusst in das Bewerbungsgespräch und erfahrt mit Gustave kurz darauf vom genommenen Vater-Ersatz, was Chloé vorhat. Kurzerhand fahren Bernard und Gustave den Mann mit ihrem Wagen an. Gustave drängt Bernard schließlich dazu, als Ersatzvater zur Hochzeitsvorbereitung zu kommen. Chloé ist überrascht, den eigentlich abgelehnten Bernard als ihren Vater vorstellen zu müssen, und ist auch sonst nicht mit seinen Schauspielkünsten zufrieden: Bernard verträgt keinen Alkohol und fällt daher hin und wieder in Ohnmacht. Zudem ist er Neurotiker und kann nicht über Linien gehen, was beim Einzug der Braut in die Kirche mit gekacheltem Boden ein ernstes Problem darstellen könnte.
Während Bernard versucht, seiner Vaterrolle gerecht zu werden, schleicht sich der gelernte Koch Gustave in die Küche von Chloés Villa ein. Er übernimmt nach und nach die Position eines Chefkochs und modifiziert den Speiseplan, der nun alte Lieblingsspeisen von Chloés Mutter enthält. Sie erkennt, dass er in der Villa sein muss und wirft ihn raus. Sie hat ihn zu oft betrunken erlebt und daher den Kontakt abgebrochen gehabt. Nun will sie vermeiden, dass er den wichtigsten Tag ihres Lebens ruiniert. Stephen, der von den Gerichten begeistert ist, verhindert jedoch, dass Gustave abfährt, dessen wahre Identität er nicht kennt. Weil der Probedurchgang der Trauung aufgrund Bernards Angst vor Linien scheitert, probt er heimlich mit Gustave in der Kirche. Auf der Rückfahrt erkennt er, wie sehr es Gustave bedrückt, seine Tochter nicht zum Altar führen zu können. Am nächsten Morgen erklärt er Chloé daher, dass er die Rolle des Vaters nicht übernehmen werde. An seiner Stelle solle lieber Gustave gehen. Der findet unterdessen die Briefe Chloés an Bernard und geht. Bernard gelingt es, Gustave zu finden und zurück zur Villa zu bringen. Chloé gesteht Stephen, dass Gustave ihr Vater ist und der geht. Später findet Chloé die Briefe und weiß nun, dass beide Männer ihre Väter sind. Als Bernard und Gustave zur Villa zurückkehren, erfahren sie, dass Stephen gegangen ist. Während sich die Gäste in der Kirche versammeln, suchen Bernard und Gustave nach Stephen. Sie finden ihn auf einem Tennisplatz und überzeugen ihn schließlich, Chloé zu verzeihen und zur Trauung zu erscheinen. Die drei Männer kommen an, als Chloé gerade die Trauung absagen will. Nach einer leicht chaotischen Eheschließung begibt sich die Hochzeitsgesellschaft zurück zur Villa. Als das Foto der Braut mit ihrem Vater aufgenommen werden soll, hat sich Chloé schließlich entschieden: Beide Männer dürfen mit aufs Bild.

## Produktion

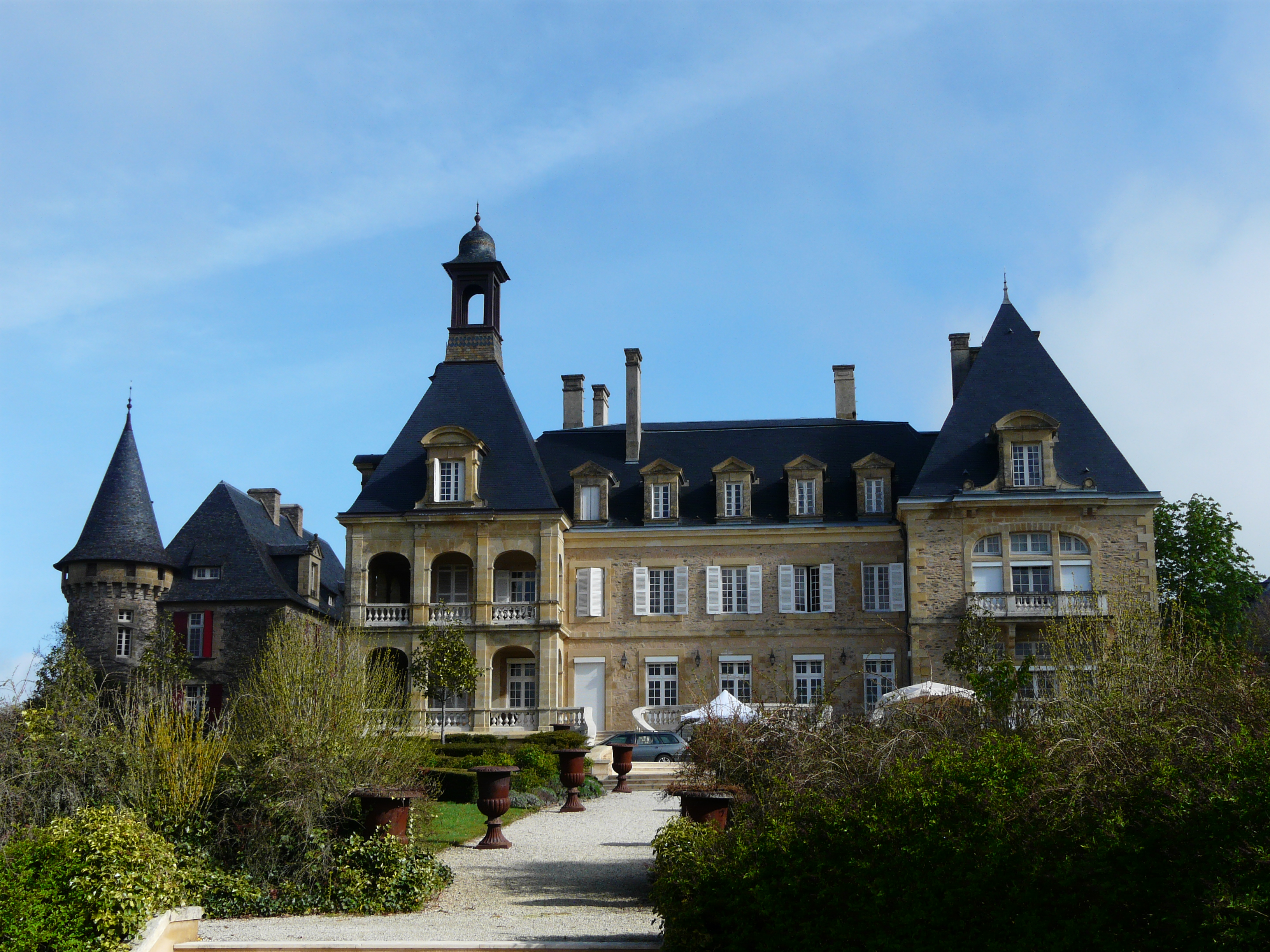
Château d'Essendiéras, ein Drehort des Films

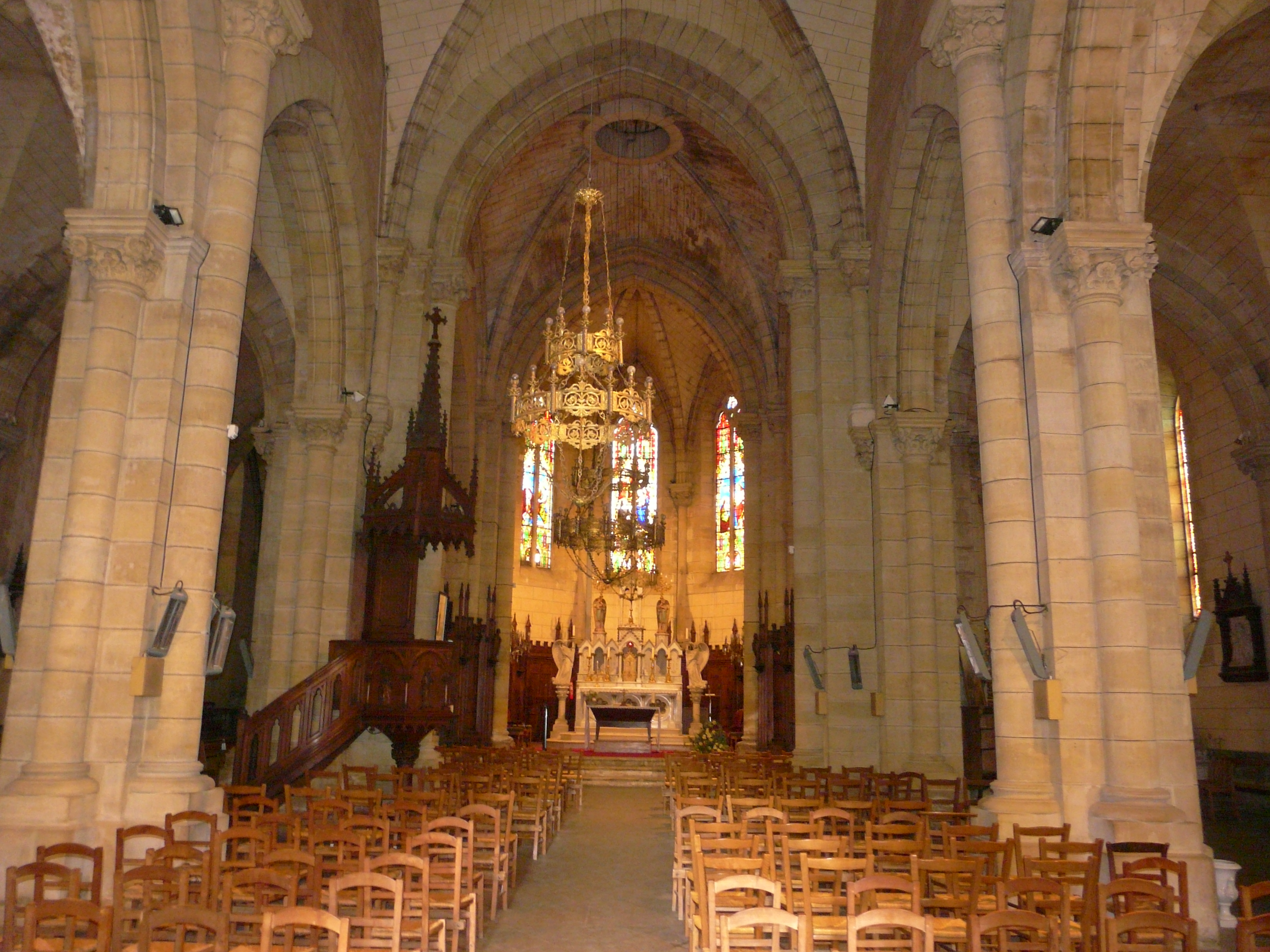
Kirche Saint-Thomas in Excideuil, Drehort der Hochzeit

Väter und andere Katastrophen wurde hauptsächlich im Château d’Essendiéras in Saint-Médard-d’Excideuil, im Film die Villa von Stephen und Chloé, gedreht. Die Hochzeitsszenen fanden in der Kirche Saint-Thomas in Excideuil statt. Die Kostüme schuf Mélanie Gautier, die Filmbauten stammen von Judith Lacour. Der Film kam am 4. Januar in die französischen Kinos. In Deutschland lief der Film am 3. Mai 2012 in den Kinos an und erschien im Dezember 2012 auf DVD.
Der Film enthält eine Vielzahl von Liedern der belgischen Band Puggy: Something you Might Like, How I Needed You, We Have it Made, Unimaginable, She Kicks Ass, Teaser und I Do. Die Lieder Marilyn und Night in a Car  stammen von Egil Franzen.
Es handelt sich um das Leinwanddebüt von Sängerin Olivia Ruiz. Der Film war zudem die zweite Zusammenarbeit von Gérard Jugnot und François Berléand, die zuvor bereits in Die Kinder des Monsieur Mathieu gemeinsam vor der Kamera gestanden hatten.

## Synchronisation
| Rolle               | Darsteller          | Synchronsprecher  |
| ------------------- | ------------------- | ----------------- |
| Gustave             | Gérard Jugnot       | Frank-Otto Schenk |
| Bernard Bleu        | François Berléand   | Reinhard Glemnitz |
| Chloé               | Olivia Ruiz         | Marie Bierstedt   |
| Stephen             | Jamie Bamber        | Jeff Burrell      |
| Suzanne             | Laurence Arné       | Shandra Schadt    |
| Bénédicte           | Anne-Cécile Crapie  | Silke Matthias    |
| Jean-Félix Bollaert | Laurent Mouton      | Martin Halm       |
| Chefkoch            | Hubert Saint-Macary | Erich Räuker      |
| Dolmetscher         | Sébastien Cotterot  | Nico Mamone       |
| Der Schauspieler    | Jean-Claude Calon   | Frank Röth        |
| Elisabeth           | Natasha Cashman     | Monica Solem      |

## Kritik
Der film-dienst befand, dass die „elegant inszenierte, von einem spielfreudigen Ensemble getragene Boulevardkomödie […] geschickt die Balance zwischen Humor und Gefühl [hält], wobei sie unaufdringlich ernste Töne ins temporeiche Spiel einstreut.“ Cinema hingegen schrieb, der Humor sei verstaubt und die beiden männlichen Hauptdarsteller „kalauern sich durch eine unfassbar triviale Handlung“, und fasste zusammen: „Zwei Väter der Klamotte erleben eine humoristische Katastrophe“.